# Il segugio
Il segugio (Accroche-toi, y'a du vent!) è un film del 1962, diretto da Bernard-Roland.

## Trama
Napoli. Gregg, un giovane detective, viene attirato in un tranello: nella sua automobile viene messo il cadavere di un bandito nella cui gamba di legno è nascosta della droga. Due bande di criminali si contendono il cadavere, in modo da poter recuperare la preziosa polverina.